# Lecteria (Psaronius) obliterata
Lecteria (Psaronius) obliterata is een tweevleugelige uit de familie steltmuggen (Limoniidae). De soort komt voor in het Neotropisch gebied.